# Kavli-prisen
Kavliprisen er en videnskabspris som uddeles hvert andet år i Oslo i de tre områder astrofysik, nanovidenskab og neurovidenskab. Priserne uddeles af Kavli Foundation i samarbejde med Det Norske Videnskaps-Akademi og det norske undervisnings- og forskningsministerium (Kunnskapsdepartementet). Prisen består af 1 million US-dollars, en medalje og et diplom. Prisen blev uddelt første gang i 2008. Prisen er oprettet af den norskfødte amerikanske fysiker og forretningsmand Fred Kavli. Prismodtagerne udvælges af komiteer for hvert af de tre prisområder som ledes af norske videnskabsfolk og med internationale topforskere.

## Prismodtagere

### Astrofysik
| År   | Prismodtager | Prismodtager                 | Institution                                               | Land                 | Begrundelse |
| ---- | ------------ | ---------------------------- | --------------------------------------------------------- | -------------------- | --- |
| 2008 |              | Maarten Schmidt              | California Institute of Technology                        | Holland              | "for deres afgørende bidrag til forstårlse as kvasarernes natur" |
| 2008 |              | Donald Lynden-Bell           | Cambridge University                                      | Storbritannien       | "for deres afgørende bidrag til forstårlse as kvasarernes natur" |
| 2010 |              | Jerry E. Nelson              | Lick Observatory, University of California, Santa Cruz    | USA                  | "for deres bidag til udviklingen af meget store kikkerter" |
| 2010 |              | Raymond N. Wilson            | European Southern Observatory, Garching                   | Storbritannien       | "for deres bidag til udviklingen af meget store kikkerter" |
| 2010 |              | James Roger Angel            | Steward Observatory, University of Arizona                | USA                  | "for deres bidag til udviklingen af meget store kikkerter" |
| 2012 |              | David C. Jewitt              | University of California, Los Angeles                     | Storbritannien · USA | "for opdagelse og beskrivelse af Kuiper-bæltet og dets største medlemmer, der medførte store fremskridt i forståelsen af vores planetsystems historie"                                         |
| 2012 |              | Jane X. Luu                  | Lincoln Laboratory, Massachusetts Institute of Technology | Vietnam · USA        | "for opdagelse og beskrivelse af Kuiper-bæltet og dets største medlemmer, der medførte store fremskridt i forståelsen af vores planetsystems historie"                                         |
| 2012 |              | Michael E. Brown             | California Institute of Technology                        | USA                  | "for opdagelse og beskrivelse af Kuiper-bæltet og dets største medlemmer, der medførte store fremskridt i forståelsen af vores planetsystems historie"                                         |
| 2014 |              | Alan H. Guth                 | Massachusetts Institute of Technology                     | USA                  | "for at være banebrydende inden for teorien for kosmisk inflation" |
| 2014 |              | Andrei D. Linde              | Stanford University                                       | Rusland · USA        | "for at være banebrydende inden for teorien for kosmisk inflation" |
| 2014 |              | Alexei A. Starobinsky        | Landau Institute for Theoretical Physics                  | Rusland              | "for at være banebrydende inden for teorien for kosmisk inflation" |
| 2016 |              | Ronald W.P. Drever           | California Institute of Technology                        | Storbritannien       | "for den første påvisning af graviationsbølger" |
| 2016 |              | Kip S. Thorne                | California Institute of Technology                        | USA                  | "for den første påvisning af graviationsbølger" |
| 2016 |              | Rainer Weiss                 | Massachusetts Institute of Technology                     | Tyskland · USA       | "for den første påvisning af graviationsbølger" |
| 2018 |              | Ewine van Dishoeck           | Leiden University                                         | Holland              | "for hendes kombinerede bidrag til astrokemi gennem observation, teori og laboratoriarbejde samt belysning af interstellare skyers livscyklus og dannelsen af stjerner og planeter"            |
| 2020 |              | Andrew Fabian                | University of Cambridge                                   | Storbritannien       | "for hans banebrydende forskning inden for observationel röntgenastronomi, der dækker en bred vifte af emner fra gasstrømme i galaksehobe til supermassive sorte huller i hjertet af galakser" |
| 2022 |              | Roger Ulrich                 | University of California, Los Angeles, USA                | USA                  | "for deres banebrydende arbejde og lederskab i udviklingen af helio- og asteroseismologi" |
| 2022 |              | Jørgen Christensen-Dalsgaard | Aarhus Universitet, Danmark                               | Danmark              | "for deres banebrydende arbejde og lederskab i udviklingen af helio- og asteroseismologi" |
| 2022 |              | Conny Aerts                  | Katholieke Universiteit Leuven, Belgien                   | Belgien              | "for deres banebrydende arbejde og lederskab i udviklingen af helio- og asteroseismologi" |
| 2024 |              | Sara Seager                  | Massachusetts Institute of Technology                     | Canada · USA         | "for deres banebrydende arbejde med opdagelsen og beskrivelsen af exoplaneter og deres atmosfærer"                                                                                             |
| 2024 |              | David Charbonneau            | Harvard University                                        | Canada · USA         | "for deres banebrydende arbejde med opdagelsen og beskrivelsen af exoplaneter og deres atmosfærer"                                                                                             |

### Nanovidenskab
| År   | Prismodtager | Prismodtager           | Institution                                                                           | Land                      | Begrundelse |
| ---- | ------------ | ---------------------- | ------------------------------------------------------------------------------------- | ------------------------- | --- |
| 2008 |              | Louis Brus             | Columbia University                                                                   | USA                       | "for deres store indflydelse på udviklingen inden for nanovidenskab af nul- og endimensionale nanostrukturer i fysik, kemi og biologi"                                                         |
| 2008 |              | Sumio Iijima           | Meijo University                                                                      | Japan                     | "for deres store indflydelse på udviklingen inden for nanovidenskab af nul- og endimensionale nanostrukturer i fysik, kemi og biologi"                                                         |
| 2010 |              | Donald Eigler          | IBM Almaden Research Center, San Jose                                                 | USA                       | "for deres udvikling af hidtil usete metoder til at kontrollere stof på nanometerskala" |
| 2010 |              | Nadrian C. Seeman      | New York University                                                                   | USA                       | "for deres udvikling af hidtil usete metoder til at kontrollere stof på nanometerskala" |
| 2012 |              | Mildred S. Dresselhaus | Massachusetts Institute of Technology                                                 | USA                       | "for hendes banebrydende bidrag til studiet af fononer, elektron-fonon-vekselvirkninger og termisk transport i nanostrukturer"                                                                 |
| 2014 |              | Thomas W. Ebbesen      | University of Strasbourg                                                              | Norge · Frankrig          | "for transformative bidrag til nano-optik, der har brudt med længe opretholdte overbevisninger om begrænsningerne af opløsningsevnen for optisk mikroskopi og billeddannelse"                  |
| 2014 |              | Stefan W. Hell         | Max Planck Institute for Biophysical Chemistry                                        | Tyskland                  | "for transformative bidrag til nano-optik, der har brudt med længe opretholdte overbevisninger om begrænsningerne af opløsningsevnen for optisk mikroskopi og billeddannelse"                  |
| 2014 |              | John B. Pendry         | Imperial College London                                                               | Storbritannien            | "for transformative bidrag til nano-optik, der har brudt med længe opretholdte overbevisninger om begrænsningerne af opløsningsevnen for optisk mikroskopi og billeddannelse"                  |
| 2016 |              | Gerd Binnig            | IBM Zurich Research Laboratory                                                        | Tyskland                  | "for opfindelsen og realiseringen af atomkraftmikroskopi, et gennembrud inden for måleteknologi og nanoskulpturer, der fortsat har en transformativ indvirkning på nanovidenskab og teknologi" |
| 2016 |              | Christoph Gerber       | University of Basel                                                                   | Schweiz                   | "for opfindelsen og realiseringen af atomkraftmikroskopi, et gennembrud inden for måleteknologi og nanoskulpturer, der fortsat har en transformativ indvirkning på nanovidenskab og teknologi" |
| 2016 |              | Calvin Quate           | Stanford University                                                                   | USA                       | "for opfindelsen og realiseringen af atomkraftmikroskopi, et gennembrud inden for måleteknologi og nanoskulpturer, der fortsat har en transformativ indvirkning på nanovidenskab og teknologi" |
| 2018 |              | Emmanuelle Charpentier | Max Planck Institute for Infection Biology                                            | Frankrig · Tyskland       | "for opfindelsen af CRISPR-Cas9, et præcist nanoværktøj til redigering af DNA, hvilket forårsagede en revolution inden for biologi, landbrug og medicin"                                       |
| 2018 |              | Jennifer Doudna        | University of California, Berkeley                                                    | USA                       | "for opfindelsen af CRISPR-Cas9, et præcist nanoværktøj til redigering af DNA, hvilket forårsagede en revolution inden for biologi, landbrug og medicin"                                       |
| 2018 |              | Virginijus Šikšnys     | Vilnius universitet                                                                   | Litauen                   | "for opfindelsen af CRISPR-Cas9, et præcist nanoværktøj til redigering af DNA, hvilket forårsagede en revolution inden for biologi, landbrug og medicin"                                       |
| 2020 |              | Harald Rose            | Universität Ulm                                                                       | Tyskland                  | “for billeddannelse på sub-ångström skala og kemisk analyse ved hjælp af elektronstråler” |
| 2020 |              | Maximilian Haider      | CEOS GmbH                                                                             | Østrig                    | “for billeddannelse på sub-ångström skala og kemisk analyse ved hjælp af elektronstråler” |
| 2020 |              | Knut Urban             | Forschungszentrum Jülich                                                              | Tyskland                  | “for billeddannelse på sub-ångström skala og kemisk analyse ved hjælp af elektronstråler” |
| 2020 |              | Ondrej Krivanek        | Nion Co                                                                               | Storbritannien · Tjekkiet | “for billeddannelse på sub-ångström skala og kemisk analyse ved hjælp af elektronstråler” |
| 2022 |              | Jacob Sagiv            | Weizmann Institute of Science, Israel                                                 | Israel                    | “til selvmonterede monolag (SAM'er) på faste underlag; molekylære belægninger til kontrol af overfladeegenskaber“                                                                              |
| 2022 |              | Ralph Nuzzo            | University of Illinois at Urbana-Champaign, US                                        | USA                       | “til selvmonterede monolag (SAM'er) på faste underlag; molekylære belægninger til kontrol af overfladeegenskaber“                                                                              |
| 2022 |              | David Allara           | Pennsylvania State University, US                                                     | USA                       | “til selvmonterede monolag (SAM'er) på faste underlag; molekylære belægninger til kontrol af overfladeegenskaber“                                                                              |
| 2022 |              | George M. Whitesides   | Harvard University, US                                                                | USA                       | “til selvmonterede monolag (SAM'er) på faste underlag; molekylære belægninger til kontrol af overfladeegenskaber“                                                                              |
| 2024 |              | Robert S. Langer       | Koch Institute for Integrative Cancer Research, Massachusetts Institute of Technology | USA                       | "for pionerarbejde med integration af syntetiske nanomaterialer med biologiske funktioner med henblik på anvendelse i biomedicin"                                                              |
| 2024 |              | Armand Paul Alivisatos | University of Chicago                                                                 | USA                       | "for pionerarbejde med integration af syntetiske nanomaterialer med biologiske funktioner med henblik på anvendelse i biomedicin"                                                              |
| 2024 |              | Chad A. Mirkin         | Northwestern University                                                               | USA                       | "for pionerarbejde med integration af syntetiske nanomaterialer med biologiske funktioner med henblik på anvendelse i biomedicin"                                                              |

### Neurovidenskab
| År   | Prismodtager | Prismodtager               | Institution                                            | Land                 | Begrundelse |
| ---- | ------------ | -------------------------- | ------------------------------------------------------ | -------------------- | --- |
| 2008 |              | Sten Grillner              | Karolinska Institute                                   | Sverige              | "for opdagelser vedrørende den udviklingsmæssige og funktionelle logik af neurale kredsløb"                                  |
| 2008 |              | Thomas Jessell             | Columbia University                                    | Storbritannien · USA | "for opdagelser vedrørende den udviklingsmæssige og funktionelle logik af neurale kredsløb"                                  |
| 2008 |              | Pasko Rakic                | Yale University School of Medicine                     | Serbien · USA        | "for opdagelser vedrørende den udviklingsmæssige og funktionelle logik af neurale kredsløb"                                  |
| 2010 |              | Richard H. Scheller        | Genentech, South San Francisco, California             | USA                  | "for at opdage det molekylære grundlag for exocytose"                                                                        |
| 2010 |              | Thomas C. Südhof           | Stanford University School of Medicine                 | Tyskland             | "for at opdage det molekylære grundlag for exocytose"                                                                        |
| 2010 |              | James E. Rothman           | Yale University                                        | USA                  | "for at opdage det molekylære grundlag for exocytose"                                                                        |
| 2012 |              | Cornelia Isabella Bargmann | Rockefeller University                                 | USA                  | "til at belyse grundlæggende neuronale bevidsthedsmekanismer, som liger til grund for opfattelse og beslutning"              |
| 2012 |              | Winfried Denk              | Max Planck Institute for Medical Research              | Tyskland             | "til at belyse grundlæggende neuronale bevidsthedsmekanismer, som liger til grund for opfattelse og beslutning"              |
| 2012 |              | Ann M. Graybiel            | Massachusetts Institute of Technology                  | USA                  | "til at belyse grundlæggende neuronale bevidsthedsmekanismer, som liger til grund for opfattelse og beslutning"              |
| 2014 |              | Brenda Milner              | Montreal Neurological Institute, McGill University     | Canada               | "for opdagelsen af specialiserede hjernenetværk til hukommelse og kognition"                                                 |
| 2014 |              | John O’Keefe               | University College London                              | Storbritannien       | "for opdagelsen af specialiserede hjernenetværk til hukommelse og kognition"                                                 |
| 2014 |              | Marcus E. Raichle          | Washington University, St. Louis                       | USA                  | "for opdagelsen af specialiserede hjernenetværk til hukommelse og kognition"                                                 |
| 2016 |              | Eve Marder                 | Brandeis University                                    | USA                  | "for opdagelsen af mekanismer, der tillader erfaring og neural aktivitet at modellere hjernens funktion"                     |
| 2016 |              | Michael M. Merzenich       | University of California, San Francisco                | USA                  | "for opdagelsen af mekanismer, der tillader erfaring og neural aktivitet at modellere hjernens funktion"                     |
| 2016 |              | Carla J. Shatz             | Stanford University                                    | USA                  | "for opdagelsen af mekanismer, der tillader erfaring og neural aktivitet at modellere hjernens funktion"                     |
| 2018 |              | A. James Hudspeth          | Rockefeller University                                 | USA                  | "for deres videnskabelige opdagelser af de molekylære og neurale mekanismer inden for hørelsen"                              |
| 2018 |              | Robert Fettiplace          | University of Wisconsin–Madison                        | Storbritannien · USA | "for deres videnskabelige opdagelser af de molekylære og neurale mekanismer inden for hørelsen"                              |
| 2018 |              | Christine Petit            | Collège de France                                      | Frankrig             | "for deres videnskabelige opdagelser af de molekylære og neurale mekanismer inden for hørelsen"                              |
| 2020 |              | David Julius               | University of California, San Francisco                | USA                  | “for deres transformative opdagelse af receptorer for temperatur og tryk”.                                                   |
| 2020 |              | Ardem Patapoutian          | Scripps Research og Howard Hughes Medical Investigator | Libanon · USA        | “for deres transformative opdagelse af receptorer for temperatur og tryk”.                                                   |
| 2022 |              | Jean-Louis Mandel          | University of Strasbourg, Frankrig                     | Frankrig             | “for banebrydende opdagelse af gener, der ligger til grund for en række hjernesygdomme“                                      |
| 2022 |              | Harry T. Orr               | University of Minnesota Medical School, USA            | USA                  | “for banebrydende opdagelse af gener, der ligger til grund for en række hjernesygdomme“                                      |
| 2022 |              | Huda Zoghbi                | Baylor College of Medicine, USA                        | Libanon · USA        | “for banebrydende opdagelse af gener, der ligger til grund for en række hjernesygdomme“                                      |
| 2022 |              | Christopher A. Walsh       | Harvard Medical School, USA                            | USA                  | “for banebrydende opdagelse af gener, der ligger til grund for en række hjernesygdomme“                                      |
| 2024 |              | Nancy Kanwisher            | Massachusetts Institute of Technology                  | USA                  | "for opdagelsen af et stærkt lokaliseret og specialiseret system til repræsentation af neokortex hos mennesker og primater." |
| 2024 |              | Winrich Freiwald           | Rockefeller University                                 | Tyskland · USA       | "for opdagelsen af et stærkt lokaliseret og specialiseret system til repræsentation af neokortex hos mennesker og primater." |
| 2024 |              | Doris Ying Tsao            | University of California, Berkeley                     | USA                  | "for opdagelsen af et stærkt lokaliseret og specialiseret system til repræsentation af neokortex hos mennesker og primater." |